# Watanabe
Watanabe (渡辺, âm Hán Việt: Độ Biên, nghĩa là "bên bến đò") là một họ phổ biến thứ năm ở Nhật Bản.
Người đầu tiên được đặt tên watanabe là kuge (những nhà quý tộc triều đình), con cháu trực hệ của Hoàng Đế Saga (786-842).
Nhân vật nổi tiếng nhất trong dòng tộc này là võ sĩ (samurai) Watanabe no Tsuna (953-1025), chiến hữu của Minamoto no Yorimitsu (944-1021). Tiếng tăm võ nghệ của Tsuna còn lưu lại qua nhiều giai thoại, có thể nói là đã đi vào huyền thoại.
Dòng họ Watanabe ở Hakata thì là lãnh chúa daimyo ở Izumi cho đến khi vua Meiji (1868) khôi phục ngai vàng, dẹp bỏ Mạc phủ.
Những thành viên Watanabe của tộc Ômura (một tỉnh của Hizen) va thành viên Watanabe của tộc Suwa (một tỉnh của Shinano) được phân bậc ngang hàng sau năm 1868.
Trong suốt cuộc chiến tranh của thế kỷ thứ 16, những samurai sau đây ghê tởm chính bản thân họ:
Watanabe Hajime của tộc Môri tại trận đánh ở Gassan-Toda (1540), Miyajima (1555) và Moji (1561).
Watanabe Moritsuna (1542–1620) gia nhập Tokugawa Ieyasu vào năm 1557, tại trận đánh ở Anegawa (1570), Mikatagahara (1573) và Nagashino (1575).
Trong bối cảnh của nền kinh tế Nhật economy, Bà. Watanabe là trực họ, tập hợp tên cho những người vợ làm việc ở Ngoại thương.

## Một số thành viên tiêu biểu của dòng họ Watanabe
- Akeno Watanabe (Diễn viên lồng tiếng)
- Atsushi Watanabe (Chính trị gia)
- Akira Watanabe (Chủ tịch hội hướng đạo của Nhật từ 1974–2003)
- Emi Watanabe (Vận động viên trượt băng nghệ thuật Olympic)
- Gedde Watanabe (Hay còn biết đến với tên Gary Watanabe, diễn viên)
- Graham Watanabe (Nhà lướt vá tuyết người Mỹ)
- Greg Watanabe (Diễn viên)
- Watanabe Haruto (Rapper - idol)
- Hiroshi Watanabe (Nhà làm phim anime)
- Hiroshi Watanabe (Nhiếp ảnh gia)
- Jiro Watanabe (Võ sĩ quyền Anh)
- José Watanabe (Nhà thơ Peruvian)
- Junya Watanabe (Nhà thiết kế thời trang)
- Katsuaki Watanabe (Chủ tịch công ty Toyota Motor)
- Kazuki Watanabe (Nhạc sĩ)
- Kazumi Watanabe (Nhạc sĩ)
- Kazuro Watanabe (Nhà thiên văn học)
- Ken Watanabe (Diễn viên)
- Kenji Watanabe (vận động viên bơi lội)
- Kumiko Watanabe (Diễn viên lồng tiếng)
- Marina Watanabe (Nhà tiêu khiển)
- Mayu Watanabe (Nhà tiêu khiển)
- Watanabe Michio (Chính trị gia)
- Miho Watanabe (Nhà tiêu khiển)
- Misato Watanabe (Nhạc sĩ)
- Mutsuhiro Watanabe (Người canh gác trại giam và là tội phạm chiến tranh)
- Osamu Watanabe (Huy chương vàng Olympic ở bộ môn đô vật tự do)
- Sadao Watanabe (Nhạc sĩ)
- Shinichi Watanabe (Diễn viên)
- Shinichiro Watanabe (Nhà văn và đạo diễn)
- Shunsuke Watanabe (cầu thủ ném bóng chày)
- Takeo Watanabe (16 tháng 4 năm 1933 - 2 tháng 6 năm 1989) nhạc sĩ và nhà biên soạn
- Watanabe On (Tác giả)
- Yoko Watanabe (Giọng nữ Opera)
- Yoshinori Watanabe (được cho là có liên quan đến yakuza)
- Yuuya Watanabe (Nhà Ảo thuật gia)

## Một số công ty
- Watanabe Tekkōjo, xưởng đúc thép, được đổi tên vào năm 1943 thành Kyūshū Heiki (Kyūshū công nghiệp vũ khí), kết thúc năm 2001
- Công ty dụng cụ Watanabe, sau này trở thành Graphtec công ty

## Ban nhạc
- The Watanabes, ban nhạc ưu thích ở Tokyo chơi theo phong cách Indie quốc tế/ban nhạc guitar

## Tìm hiểu thêm
- Japanese name
- Akira Watanabe (disambiguation)